# Dorothy Morrison
Pour les articles homonymes, voir Morrison.
Dorothy Morrison, née le 3 janvier 1919 en Californie et morte le 18 octobre 2017, est une actrice américaine.

## Biographie
Dorothy Morrison est apparue au cinéma à l'âge de 4 ans dans la série Les Petites Canailles. 

## Filmographie sélective
- 1923 : Negrita poids plume (en) (The Champeen) de Robert F. McGowan
- 1925 : Quelle vie! (Isn't Life Terrible?) de Leo McCarey
- 1929 - Hearts in Dixie de Paul Sloane
- 1930 : The First Seven Years (en) de Robert F. McGowan